# Ernst Röchling
Ernst Röchling (* 28. März 1888 in Ludwigshafen am Rhein; † 24. Januar 1964 in Düsseldorf) war ein deutscher Industrieller.
Der Neffe von Hermann Röchling trat 1930 in das Familienunternehmen Röchling’sche Eisen- und Stahlwerke GmbH in Völklingen (Saar) ein. Da er nach dem Attentat vom 20. Juli 1944 einen der Verschwörer, Caesar von Hofacker, in seinem Haus versteckt hatte, geriet er in die Fänge der Nazijustiz und wurde zu fünf Jahren Zuchthaus in Brandenburg verurteilt,
1946 wurde er von den US-Besatzungsmächten in Nürnberg inhaftiert. 1949 wurde er nach Kontrollratsgesetz Nr. 10 beim Rastatter Röchling-Prozess zusammen mit weiteren Führungspersönlichkeiten des Röchlingkonzerns angeklagt. Im Revisionsverfahren vor dem Tribunal supérieur wurde er zu fünf Jahren Haft und Vermögensentzug verurteilt. Neben der wirtschaftlichen Ausplünderung der besetzten Länder wurde er für schuldig befunden, die Misshandlung ausländischer Zwangsarbeiter im Unternehmen zumindest toleriert zu haben. Aus gesundheitlichen Gründen wurden er und Hermann Röchling 1951 vorzeitig entlassen.
1949 heiratete er die Witwe seines verstorbenen Vetters Karl-Theodor (Hermann Röchlings Sohn). Nach seiner Haftentlassung am 18. August 1951 wurde er Geschäftsführer der Röchling-Werke. Am 14. November 1956 erzielten er und Freiherr von Gemmingen-Hornberg grundsätzliches Einverständnis mit der französischen Regierung über die Aufhebung der Sequesterverwaltung und der Rückgabe der Hütte an die Familie. Frankreich erhielt drei Milliarden Francs (rund 36 Millionen DM) für die im Werk belassenen Produktionsanlagen. 1961 nahm er die Mittel- und Feineisenstraße im Nauweiler-Gewann (die schon unter Generaldirektor Georges Thédrel (1888–1967) konzipiert worden war) in Betrieb.
1963 gründete er die Ernst-Röchling-Stiftung (Wissenschaftliche Forschungen an der Universität des Saarlandes zur Förderung der deutsch-französischen Verständigung).
Von 1959 bis 1960 war er Mitglied des Beirats der Friedrich-Naumann-Stiftung.
Im Hinblick auf seine Verwicklung in die verbrecherische Kriegswirtschaftspolitk der Nationalsozialisten, aber unter gleichzeitiger Anerkennung des Umstandes, dass Röchling dem Regime kritisch gegenübergestanden hatte, verkündete der Senat der Universität des Saarlandes am 20. Juli 2022 seine Distanzierung von der ihm 1962 verliehenen Ehrensenatorwürde, ohne sie ihm aber symbolisch-deklaratorisch abzuerkennen.